# Rimmi
Rimmi är en ort i Estland. Den ligger i Antsla kommun och landskapet Võrumaa, i den södra delen av landet, 210 km sydost om huvudstaden Tallinn. Rimmi ligger 84 meter över havet och antalet invånare är 108.
Terrängen runt Rimmi är platt. Runt Rimmi är det glesbefolkat, med 15 invånare per kvadratkilometer. Närmaste större samhälle är Antsla, 6,4 km nordväst om Rimmi. I omgivningarna runt Rimmi växer i huvudsak blandskog.